# Соєва макуха

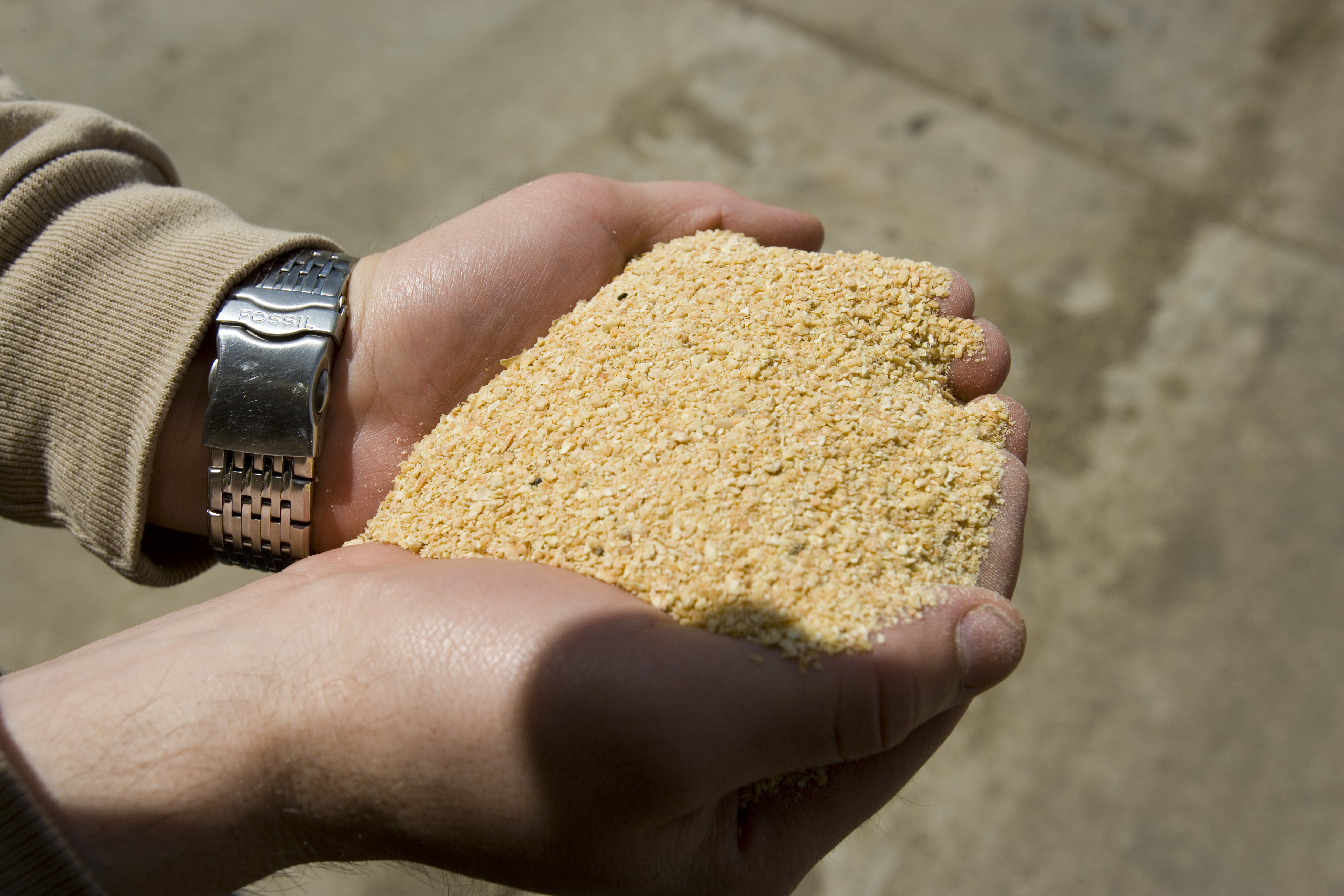

Соєва макуха — продукт, отриманий в результаті переробки соєвих бобів.
Розрізняють повножирову і напівзнежирену (залишкова олійність 6-14 %) макуху:
- Повножирова макуха отримують в результаті переробки соєвих бобів без відділення олії.
- Напівзнежирена макуха — результат віджиму на механічному пресі повножирової макухи.

Використовується для приготування повноцінних комбікормів, кормосумішей як високоякісний білковий інгредієнт при відгодівлі с/г тварин і птиці, може використовуватися як самостійний корм.
Соєва макуха привернула до себе увагу завдяки високому вмісту білка в насінні культурної сої. Причому білок, що міститься в насінні, має високу біологічну цінність і засвоюваність, що робить його незамінним для тваринників. Крім високоякісного білка в соєвій макусі містяться мікроелементи — кальцій, залізо, фосфор, марганець та цинк.
Соєва макуха — один з продуктів основного раціону сільськогосподарських тварин і птиці. Його отримують після віджиму олії з соєвих бобів в процесі екструдування. (Не плутати з соєвим шротом, який виготовляється за іншою технологією і відрізняється від макухи вмістом жирів і протеїнів).
Соєва макуха використовується для приготування повноцінних комбікормів і кормосумішей. Це високоякісний білковий інгредієнт, що дозволяє досягти високих результатів вигодовування. Соєвий білок добре засвоюється організмом і біологічною цінністю наближається до білків тваринного походження.
Високий вміст енергії і протеїну в макусі дозволяє складати високопротеїнові і висоенергетичні раціони без застосування дорогих жирів. Включення соєвої макухи в раціон дійних корів (по 1-2 кг на голову на добу) збільшує надій на 1,5-2,0 літра.
Несучість курей-несучок зростає на 22-30 %, прирости у курчат збільшуються на 7 %, у підсвинків — на 5 %, а приріст живої маси бройлерів і свиней сягає на 25-30 % більше, ніж при звичайному вигодовуванні.
Основні показники макухи соєвої згідно ГОСТ 27149-95:
| Рід                                                                 | макуха                                          |
| Вид                                                                 | соєва                                           |
| Спосіб отримання                                                    | пресовий                                        |
| Запах                                                               | властивий соєвій макусі, без стороннього запаху |
| Колір                                                               | натуральний, від жовтого до світло-бурого       |
| Масова частка сирого протеїну (в перерахунку на АСР), %             | 42,5                                            |
| Масова частка жиру (в перерахунку на АСР), %                        | 7-8                                             |
| Суха речовина, г                                                    | 900                                             |
| Масова частка вологи і летких речовин, %                            | 7-10                                            |
| Масова частка золи нерозчинної в 10 % НСЛ (в перерахунку на АСР), % | 4,5                                             |
| Масова частка сирої клітковини (в перерахунку на АСР), %            | 6-7                                             |
| Перетравний протеїн (ВРХ), г                                        | 400                                             |
| Перетравний протеїн (вівці), г                                      | 356,4                                           |
| Обмінна енергія (ВРХ), МДж                                          | 12,9                                            |
| Обмінна енергія (свині), МДж                                        | 15,5                                            |
| Обмінна енергія (вівці), МДж                                        | 11,72                                           |
| Кормові одиниці                                                     | 1,35                                            |
| Крохмаль, г                                                         | 20                                              |
| Цукор, г                                                            | 100                                             |
| Метіонін+цистин, г                                                  | 15,8                                            |
| Біологічні екстрактивні речовини (БЕР), г                           | 297                                             |
| Сторонні домішки                                                    | відсутні                                        |
| Активність уреази                                                   | 0,1-0,3                                         |
| Масова частка металодомішок, %                                      | немає                                           |